# Vraca (Novo Sarajevo, BiH)
Mjesna zajednica Vraca zahvaća oko dva četvorna kilometra padinskog teritorija Općine Novo Sarajevo, a graniči s mjesnim zajednicama Grbavica I, Grbavica II, Gornji Kovačići, Hrasno Brdo, te s istočnosarajevskom mjesnom zajednicom Miljevići. Naselje je šire poznato po spomeničkom kompleksu posvećenom žrtvama Drugog svjetskog rata.  

## Vanjske poveznice
- Vraca  Arhivirana inačica izvorne stranice od 24. lipnja 2010. (Wayback Machine)